# Diftongizace
Diftongizace je změna jedné samohlásky na dvojhlásku (=diftong). Dochází k ní jednak diachronicky ve vývoji jazyka, jednak synchronicky při změnách gramatického tvaru (např. ve španělštině contar - cuento). Opakem je monoftongizace, kdy se dvojhláska mění na jednu samohlásku.

## Čeština
V češtině došlo v diftongizaci ú na ou (původně bylo psáno jako au), například ze starého spadnúti vzniklo dnešní spadnout. Ve slovenštině k tomu nedošlo (spadnúť) a staré ú je zachováno i ve východomoravském nářečí (spadnút) nebo v lašském nářečí (spadnuć). V hanáckém nářečí došlo nejprve k diftongizaci ú na ou (tak, jako ve spisovné češtině) a potom k monoftongizaci na ó (spadnót).
V českém nářečí proběhla i diftongizace ý na ej (původně psáno jako ay), například bejt místo být. V hanáckém nářečí se ej monoftongizovalo na é (bét). K této změně nedošlo v lašském nářečí (być) a ve východomoravském nářečí (byt).